# John Spencer, V conde Spencer
John Spencer, V conde Spencer (nacido como John Poyntz Spencer; Northamptonshire; 27 de octubre de 1835-Northamptonshire; 13 de agosto de 1910), fue un político del Partido Liberal, coleccionista de arte y  aristócrata británico. Fue el quinto conde de Spencer desde la muerte de su padre, Federico Spencer, IV conde de Spencer, en 1867, hasta su propia muerte, en 1910. Spencer fue dos veces lord teniente de Irlanda. Por nacimiento pertenecía a la dinastía Spencer. Era apodado y también conocido como "Conde Rojo". 
Era amigo cercano del primer ministro William Ewart Gladstone. Fue lord teniente de Irlanda, lord presidente del Consejo y primer lord del Almirantazgo.

## Primeros años de vida

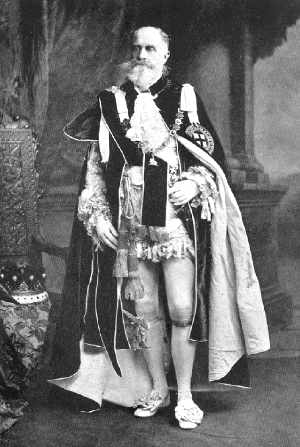
John Spencer, con las insignias de la Orden de la Jarretera.

Era el hijo de Frederick Spencer, y el sobrino del prominente político Lord Althorp. Fue educado en Harrow y en el Trinity College, Cambridge, de donde se graduó en 1857. Fue casi inmediatamente elegido para parlamentar por South Northamptonshire como un Liberal, antes de partir a un viaje por Norteamérica. Regresó en diciembre de 1857, unos pocos días antes de la muerte de su padre, dejándolo a él como el nuevo conde Spencer.

### Matrimonio
El 8 de julio de 1858, se casó con Charlotte Saymour, pero la unión no produjo ningún heredero y a su muerte, fue sucedido por su medio hermano, Charles. 

## Vida pública
En 1858 ingresó al Consejo Privado y, en 1866, a raíz de la ley de reforma de Russell, se separó de una ala de los liberales por lo que al regresó de Gladstone al poder fue recompenzado con el cargo de Lord Teniente de Irlanda (1868-1874). Durante su administración, Lord Spencer tuvo que tratar con la separación de la Iglesia de Irlanda (1869) y la Ley de Tierras (1870) y la Ley de Universidades irlandesas, además de apoyar los proyectos de legislación coercitiva para hacer frente al aumento de crímenes agrarios.
En 1880, cuando Gladstone regresó al poder, Spencer fue nombrado Lord Presidente del Consejo, teniendo bajo su cartera la política educativa. Sin embargo, la tensa situación política de Irlanda llevó a Gladstone a nombrarlo nuevamente Lord Teniente (1882), puesto que asumió sin dejar su cargo de Lord Presidente. Spencer y su equipo ministerial cruzaron la frontera anglo-irlandesa en mayo de 1882; sin embargo, a su llegada el jefe de secretaría Lord Frederick Cavendish y el subsecretario T. H. Burke fueron asesinados por extremistas irlandeses en Phoenix Park el 6 de mayo. Spencer y su nuevo secretario Sir George Trevelyan afrontaron la dura tarea de la pacificación de Irlanda, reformando la policía irlandesa y destruyendo las sociedades secretas responsables de los asesinatos. Atrajo fuertes críticas por su actuación en la condena de los asesinos de Maamtrasna; sin embargo, el éxito de su segundo mandato se vio plasmado en la visita de los príncipes de Gales a Irlanda.
Spencer continuó su carrera política a pesar de su elevación a los Lores y su servicio, sobre todo en el período desde 1859 hasta 1866, en la familia Real, primero como mozo de cuadra para el Príncipe Alberto, y luego para el Príncipe de Gales. Fue hecho caballero del Orden de la Liga en 1864, y el año siguiente presidió una comisión real de una peste que afectaba al ganado.